# Râul Valea Rorii, Albac
Râul Valea Rorii sau Pârâul Rorii este un curs de apă, afluent al râului Albac. 